# Diócesis de Saint John
La diócesis de Saint John (en latín: Dioecesis Sancti Ioannis Canaden(sis) y en inglés: Roman Catholic Diocese of Saint John, New Brunswick) es una circunscripción eclesiástica latina de la Iglesia católica en Canadá, sufragánea de la arquidiócesis de Moncton. La diócesis tiene al obispo Christian Heribert Riesbeck, C.C. como su ordinario desde el 15 de octubre de 2019.

## Territorio y organización

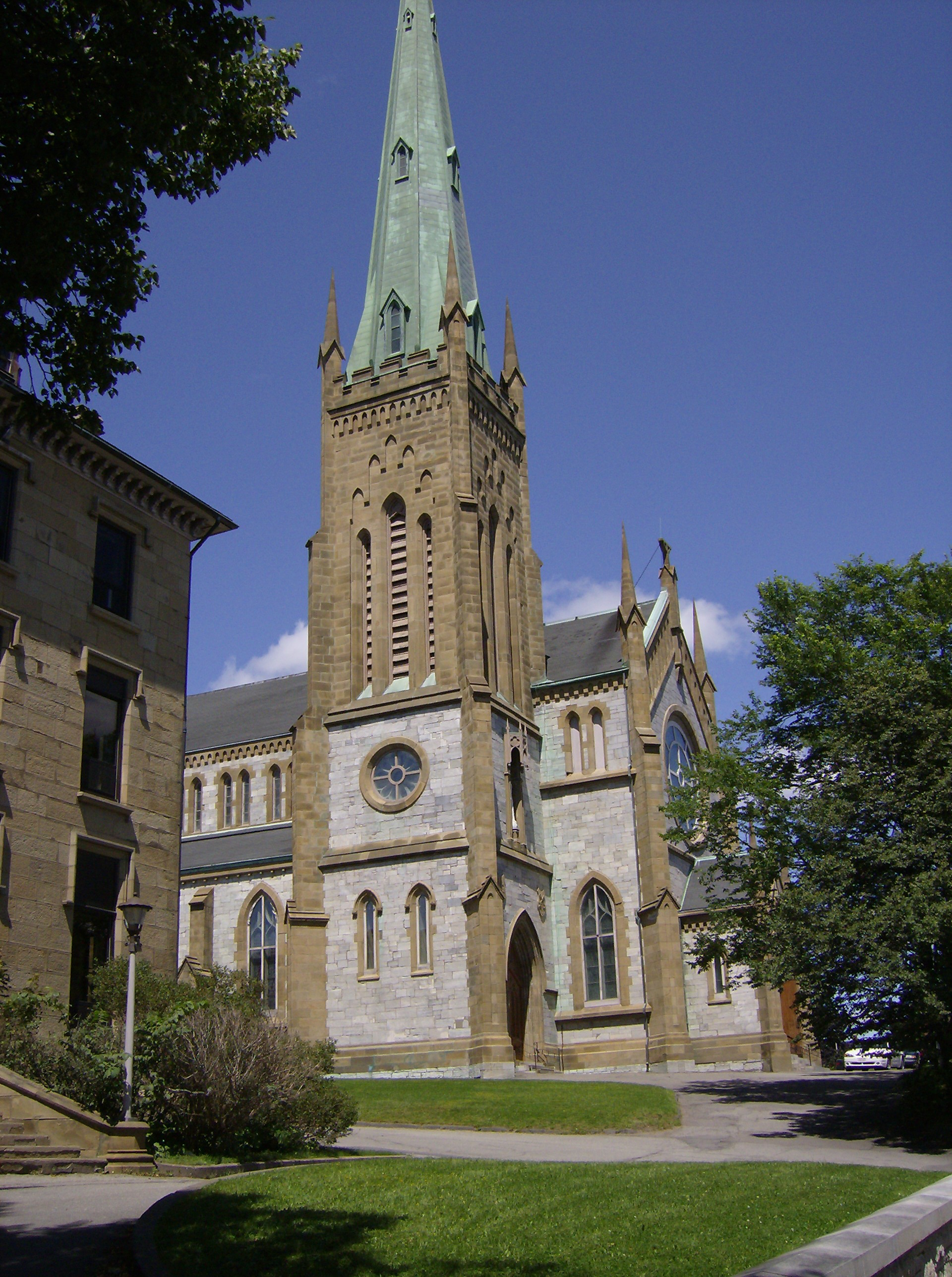
Catedral de la Inmaculada Concepción en Saint John, sede de la diócesis del mismo nombre, que abarca 60,000 km² en la provincia de Nuevo Brunswick y comprende 58 parroquias distribuidas en tres regiones.

La diócesis tiene 60 000 km² y extiende su jurisdicción sobre los fieles católicos de rito latino residentes en 7 condados de la provincia de Nuevo Brunswick: Carleton, York, Sunbury, Saint John, Queens, Kings y Charlotte.
La sede de la diócesis se encuentra en la ciudad de Saint John, en donde se halla la Catedral de la Inmaculada Concepción.
En 2020 en la diócesis existían 58 parroquias agrupadas en tres regiones.
La diócesis perteneciente a la región eclesiástica atlántica y limita al noroeste con la diócesis de Edmundston, al norte con la diócesis de Bathurst, al este con la arquidiócesis de Moncton y al oeste con la diócesis de Portland.

## Historia
La diócesis de Nuevo Brunswick fue erigida el 30 de septiembre de 1842 mediante breve Dominici gregis del papa Gregorio XVI, con sede en Fredericton, desmembrando su territorio de la diócesis de Charlottetown y colocándola como sufragánea de la arquidiócesis de Quebec. El primer obispo fue el religioso capuchino William Dollard. 
El 4 de mayo de 1852 entró a formar parte de la provincia eclesiástica de la arquidiócesis de Halifax. Ese mismo año, el obispo Thomas Louis Connolly estableció la residencia en la ciudad de Saint John.
A través del tiempo, con el establecimiento de nuevas diócesis, el territorio de Saint John ha ido cambiando. De ese modo, el 8 de mayo de 1860 cedió parte de su territorio para la erección de la diócesis de Chatham (hoy diócesis de Bathurst) mediante el breve Ex debito pastoralis del papa Pío IX, asumiendo su nombre actual.
El 1870 cedió el territorio de Madawaska a la diócesis de Portland en Estados Unidos.
El 22 de febrero de 1936 cedió otra porción de su territorio para la erección de la arquidiócesis de Moncton, de la cual pasó a ser su sufragánea, mediante la bula Ad animarum salutem del papa Pío XI.
El 11 de noviembre de 2008 la diócesis fue ampliada, incorporada a su territorio la parroquia de Beaverbrook, que hasta ese momento había pertenecido a la diócesis de Bathurst.

## Estadísticas
De acuerdo al Anuario Pontificio 2021 la diócesis tenía a fines de 2020 un total de 132 600 fieles bautizados.
| Año                                                                             | Población            | Población | Población      | Sacerdotes | Sacerdotes    | Sacerdotes    | Bautizados por sacerdote | Diáconos permanentes | Religiosos | Religiosos | Parroquias |
| Año                                                                             | Bautizados católicos | Total     | % de católicos | Total      | Clero secular | Clero regular | Bautizados por sacerdote | Diáconos permanentes | Varones    | Mujeres    | Parroquias |
| ------------------------------------------------------------------------------- | -------------------- | --------- | -------------- | ---------- | ------------- | ------------- | ------------------------ | -------------------- | ---------- | ---------- | ---------- |
| 1950                                                                            | 41 000               | 198 500   | 20.7           | 73         | 57            | 16            | 561                      |                      | 19         | 277        | 30         |
| 1966                                                                            | 66 000               | 275 000   | 24.0           | 110        | 97            | 13            | 600                      |                      | 17         | 321        | 51         |
| 1968                                                                            | 66 000               | 275 000   | 24.0           | 110        | 92            | 18            | 600                      |                      | 24         | 290        | 49         |
| 1976                                                                            | 75 000               | 275 000   | 27.3           | 107        | 84            | 23            | 700                      |                      | 29         | 250        | 50         |
| 1980                                                                            | 92 600               | 283 000   | 32.7           | 97         | 80            | 17            | 954                      | 1                    | 19         | 235        | 54         |
| 1990                                                                            | 98 000               | 280 000   | 35.0           | 94         | 80            | 14            | 1042                     | 2                    | 15         | 205        | 59         |
| 1999                                                                            | 112 710              | 280 000   | 40.3           | 76         | 67            | 9             | 1483                     | 2                    | 11         | 170        | 58         |
| 2000                                                                            | 112 710              | 280 000   | 40.3           | 74         | 65            | 9             | 1523                     | 2                    | 10         | 165        | 58         |
| 2001                                                                            | 112 710              | 280 000   | 40.3           | 78         | 65            | 13            | 1445                     | 2                    | 14         | 170        | 58         |
| 2002                                                                            | 112 710              | 280 000   | 40.3           | 84         | 70            | 14            | 1341                     | 2                    | 15         | 167        | 58         |
| 2003                                                                            | 112 710              | 280 000   | 40.3           | 82         | 68            | 14            | 1374                     | 2                    | 15         | 164        | 58         |
| 2004                                                                            | 112 710              | 280 000   | 40.3           | 76         | 63            | 13            | 1483                     | 2                    | 14         | 139        | 58         |
| 2010                                                                            | 118 000              | 395 000   | 29.9           | 65         | 61            | 4             | 1815                     | 3                    | 4          | 110        | 59         |
| 2014                                                                            | 123 400              | 308 600   | 40.0           | 61         | 55            | 6             | 2022                     | 3                    | 6          | 82         | 59         |
| 2017                                                                            | 127 605              | 319 270   | 40.0           | 60         | 52            | 8             | 2126                     | 2                    | 8          | 67         | 59         |
| 2020                                                                            | 132 600              | 331 800   | 40.0           | 61         | 51            | 10            | 2173                     | 3                    | 10         | 55         | 58         |
| Fuente: Catholic-Hierarchy, que a su vez toma los datos del Anuario Pontificio. |                      |           |                |            |               |               |                          |                      |            |            |            |

### Vida consagrada
En el territorio de la diócesis, desempeñan su labor carismática 7 religiosos (todos ellos sacerdotes) y 67 religiosas, de diferentes institutos de vida consagrada y sociedades de vida apostólica. Algunos de ellos se originaron en la diócesis, tales como las Hermanas de la Caridad de la Inmaculada Concepción de Saint John, fundadas por Honoria Conway y Thomas-Louis Connolly en 1854, en Saint John.

## Episcopologio
- William Dollard (Dullard) † (30 de septiembre de 1842-20 de agosto de 1851 falleció)[7]
- Thomas Louis Connolly, O.F.M.Cap. † (4 de mayo de 1852-8 de abril de 1859 nombrado arzobispo de Halifax)
- John Sweeny † (9 de noviembre de 1859-25 de marzo de 1901 falleció)
- Timothy Casey † (25 de marzo de 1901 por sucesión-2 de agosto de 1912 nombrado arzobispo de Vancouver)
- Edward Alfred Le Blanc † (2 de agosto de 1912-17 de febrero de 1935 falleció)
- Patrick Albert Bray, C.I.M. † (18 de marzo de 1936-17 de junio de 1953 falleció)
- Alfred Bertram Leverman † (27 de julio de 1953-7 de septiembre de 1968 renunció[9])
- Joseph Neil MacNeil † (9 de abril de 1969-2 de julio de 1973 nombrado arzobispo de Edmonton)
- Arthur Joseph Gilbert † (3 de abril de 1974-2 de abril de 1986 renunció)
- Joseph Edward Troy (2 de abril de 1986 por sucesión-24 de septiembre de 1997 renunció)
- Joseph Faber MacDonald † (23 de octubre de 1998-9 de septiembre de 2006 renunció)
- Robert Harris (8 de mayo de 2007-15 de octubre de 2019 retirado)
- Christian Heribert Riesbeck, C.C., desde el 15 de octubre de 2019